# Велко Спанчев
Велко Николов Спанчев е български икономист, политик и общественик, деец на кооперативното движение.

## Биография
Велко Спанчев е роден в село Стеблево в областта Голо бърдо, днес в Албания. Учи в родното си село, след това в Дебър, а в 1913 година завършва с последния випуск на Солунската българска гимназия. След катастрофалната за България Междусъюзническа война се заселва със семейството си в Тетово, тъй като Стеблево остава в новообразуваната Албания.
След загубата на Първата световна война от България Спанчев емигрира в София и завършва икономика в Софийския университет. Става активен деец на кооперативното движение. При управлението на Народния блок е окръжен управител в Шумен.
След преврата от 19 май 1934 година е интерниран последователно в Търговище, Разлог, Малко Търново, Свети Врач, Петрич. От 1937 до 1941 година редактира вестник „А. Б. В.“.
В началото на 1941 година е изпратен в концентрационния лагер Гонда вода, Асеновградско.
След разгрома на Кралство Югославия от Нацистка Германия и освобождението на Вардарска Македония, през април 1941 година Спанчев заминава за Македония и става член на Централния български акционен комитет, организира популярни банки във всички главни градове, както и местни кооперации и става директор на Скопската популярна банка. В 1943 година издава в Скопие книгата „Стопанският облик на Македония“, посветена на Коце Ципушев. Според Спиро Китинчев към 7 септември 1944 г. е назначен за областен управител на Скопие, но не успява да започне работа поради обявяване на война на Германия от страна на България.
След изтеглянето на българските войски от Македония след Деветосептемврийския преврат през 1944 година Спанчев е отвлечен от Кюстендил от сръбски комунистически партизани при бездействието на българската комунистическа власт и без съд и присъда е убит край Крива паланка, днес в Северна Македония.